# Adlai Stevenson III
Adlai Stevenson III (Chicago, 1930. október 10. – Chicago, 2021. szeptember 6.) az Amerikai Egyesült Államok szenátora (Illinois, 1970–1981).

## Élete
A Demokrata Párt tagja volt. 1965. január 13. és 1967. január 11. között Illinois állam Képviselő Házának a tagja volt. 1967. január 9. és 1970. november 17. között Illinois kincstárnokaként tevékenykedett. Az Egyesült Államok Szenátusába történt megválasztása után mondott le a kincstárnoki pozícióról. A szövetségi szenátusnak 1981. január 3-ig volt a tagja.